# Camponotus truncatus
Espèce
Camponotus truncatus est devenu Colobopsis truncata sur une révision de Ward, Blaimer & Fisher, 2016.  1
C'est une espèce de fourmis arboricoles de la sous-famille des Formicinae faisant son nid dans les cavités des arbres ou les glands, faines etc.. La fondation est indépendante (une reine peut fonder seule une nouvelle colonie) et les colonies, monogynes, peuvent comporter une centaine d'ouvrières.
Particularité :
Less soldats et les reines de cette espèce ont une tête plate. Certains soldats restent à proximité des entrées du nid. En cas d'agression leur tête bloquera les entrées.